# Scisto bituminoso

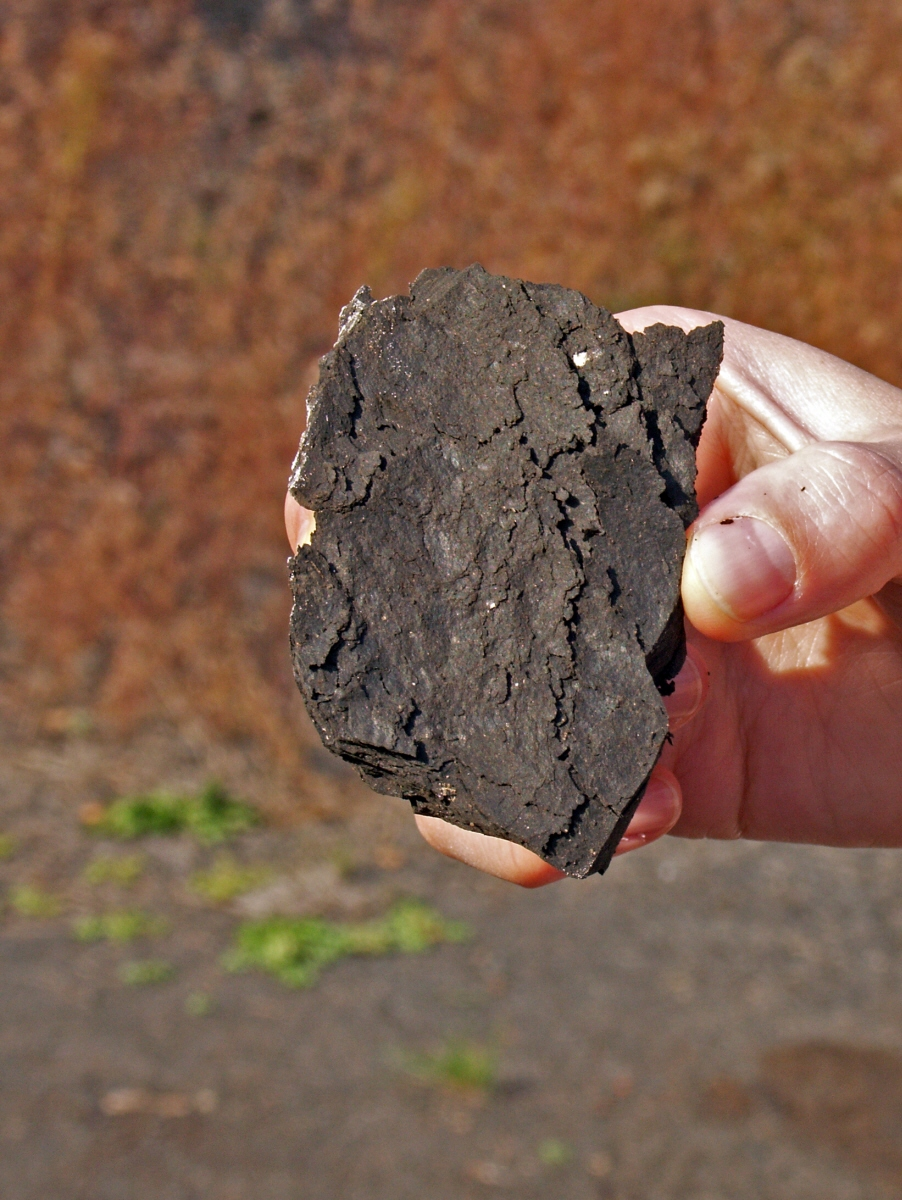
Campione di scisto bituminoso del giacimento di Messel, in Germania

Lo scisto bituminoso o scisto cherogene è una roccia sedimentaria, solitamente di fine granulometria, di color nerastro o marrone scuro, ricco di una particolare materia organica, il cherogene, derivante dalla diagenesi dei resti di organismi sepolti assieme al sedimento, da cui possono essere prodotti idrocarburi liquidi come l'olio di scisto. L'olio di scisto è un succedaneo del petrolio greggio; tuttavia, l'estrazione di olio di scisto da scisti bituminosi è più costosa rispetto alla produzione di greggio convenzionale sia finanziariamente che in termini di impatto ambientale. I depositi di olio di scisto si trovano in tutto il mondo, ma i principali sono negli Stati Uniti. Le stime globali delle riserve variano da 4800 a 5000 miliardi di barili (da 760×109 a 790×109 m3).
L'olio di scisto portato ad una temperatura sufficientemente elevata provoca il processo chimico della pirolisi producendo vapore. Raffreddando il vapore, l'olio di scisto liquido - un petrolio non convenzionale - si separa dall'olio di scisto gassoso. Lo scisto bituminoso può anche essere bruciato direttamente nei forni come combustibile di bassa qualità per la produzione di energia elettrica e per il teleriscaldamento o utilizzato come materia prima nella lavorazione di prodotti chimici.
L'olio di scisto guadagna attenzione come una potenziale fonte abbondante di petrolio ogni volta che il prezzo del greggio aumenta 
e dal 2002 l'Oil & Gas Journal (OGI) lo annovera permanentemente nel computo delle riserve petrolifere che pubblica. Dal 2003, all'aumentare del prezzo del greggio, questi depositi risultano economicamente sfruttabili.
Allo stesso tempo, l'estrazione e la produzione dell'olio di scisto sollevano una serie di problemi ambientali, come l'uso del suolo, lo smaltimento dei rifiuti, l'uso dell'acqua, la gestione delle acque reflue, l'emissioni di gas serra e l'inquinamento atmosferico. L'Estonia e la Cina possiedono affermate industrie per l'estrazione di questo combustibile e anche il Brasile, il Canada, la Germania e la Russia sfruttano largamente gli scisti bituminosi.
La composizione generale degli scisti bituminosi comprende una matrice inorganica prevalentemente di natura argillosa, bitume e cherogene.